# Manevytchi
Manevytchi (en ukrainien : Маневичі ; en polonais : Maniewicze ; en allemand : Manewytschi ; en yiddish : מנייביץ ; en russe : Маневичи, Manevitchi) est une commune urbaine et le centre administratif du raïon de Manevytchi, dans l'oblast de Volhynie, en Ukraine. Sa population s'élevait à 10 767 habitants en 2017

## Géographie
Manevytchi se trouve à 63 km au nord-nord-est de Loutsk, à 195 km au nord-est de Lviv et à 361 km à l'ouest-nord-ouest de Kiev.

## Histoire
La localité naît à la suite de la construction de la ligne de chemin de fer Kovel–Sarny en 1892. Elle se développe rapidement au cours des trois décennies suivantes. Avant la Seconde Guerre mondiale, environ 50 % de la population est membre de la communauté juive et 30 % sont polonais ; la population comprend également des Ukrainiens et des Allemands. En septembre 1939, après la signature du pacte germano-soviétique, la localité, comme l'ensemble de l'Ukraine occidentale, est envahie par l'Armée rouge, puis annexée par l'Union soviétique. De nombreux Polonais sont tués ou déportés entre 1939 et 1941. En juin 1941, après l'invasion de l'Union soviétique, Manevytchi est occupée par l'Allemagne nazie. En 1942, une unité des Einsatzgruppen assassine les habitants juifs dans une exécution de masse. Un mémorial sur le lieu du massacre est créé à la périphérie de la ville. 

### Sources
- Site internet officiel du raïon